# Єлизавета-Магдалина Померанська
Елізабета-Магдале́на Помера́нська (нім. Elisabeth Magdalena von Pommern; 17 квітня 1580 — 23 лютого 1649) — померанська принцеса, герцогиня Семигалії (1600–1617), герцогиня Курляндії і Семигалії (1617–1649). Представниця німецької шляхетської династії Грифичів. Народилася у Вольгасті, герцогство Померанія. Друга донька Ернста-Людовіка Померанського, герцога Померансько-Вольгастського, та його дружини Софії-Ядвіги Брауншвейг-Вольфенбюттель. Дружина Фрідріха Кеттлера, герцога Курляндії і Семигалії. Справила весілля 4 травня 1600 року. Дітей не мала. Овдовіла після смерті чоловіка 17 серпня 1642 року. Померла в Долені. Похована в Мітавському палаці.

## Сім'я
- Батько: Ернст-Людовік Померанський (1545–1592) — герцог Померансько-Вольгастський.
- Матір: Софія-Ядвіга Брауншвей-Вольфенбюттель (1561–1631)
- Чоловік (∞ 1600): Фрідріх Кеттлер (1569–1642) — герцог Курляндії і Семигалії.